# Marmosa robinsoni
Marmosa robinsoni hay chuột túi cây Robinson là một loài động vật có vú trong họ Didelphidae, bộ Didelphimorphia. Loài này được Bangs mô tả năm 1898.